# 16 Lovers Lane
Az 1988-as 16 Lovers Lane a Go-Betweens hatodik nagylemeze. A felvételek megkezdése előtt Robert Vickers basszusgitáros távozott az együttesből, mivel a többi tag vissza akart térni Ausztráliába néhány éves londoni tartózkodást követően; Vickers helyét John Willsteed vette át.
Ez volt az eredeti együttes utolsó lemeze, további kiadványaik csak 2000 után jelentek meg. Szerepel az 1001 lemez, amit hallanod kell, mielőtt meghalsz című könyvben.

## Az album dalai
|     | Cím                            | Szerző(k)                      | Hossz |
| --- | ------------------------------ | ------------------------------ | ----- |
| 1.  | Love Goes On!                  | Robert Forster, Grant McLennan | 3:19  |
| 2.  | Quiet Heart                    | Forster, McLennan              | 5:20  |
| 3.  | Love Is a Sign                 | Forster, McLennan              | 4:12  |
| 4.  | You Can't Say No Forever       | Forster, McLennan              | 3:57  |
| 5.  | The Devil's Eye                | Forster, McLennan              | 2:05  |
| 6.  | Streets of Your Town           | Forster, McLennan              | 3:36  |
| 7.  | Clouds                         | Forster, McLennan              | 4:02  |
| 8.  | Was There Anything I Could Do? | Forster, McLennan              | 3:06  |
| 9.  | I'm All Right                  | Forster, McLennan              | 3:10  |
| 10. | Dive for Your Memory           | Forster, McLennan              | 4:17  |

## Közreműködők

### The Go-Betweens
- Amanda Brown – hegedű, oboa, gitár, ének
- Robert Forster – ének, ritmusgitár, szájharmonika
- Grant McLennan – ének, szólógitár
- Lindy Morrison – dob
- John Willsteed – basszusgitár, gitár, Hammond orgona, zongora

### További zenészek
- Michael Armiger – basszusgitár a Running the Risk of Losing You-n

## Fordítás
Ez a szócikk részben vagy egészben a 16 Lovers Lane című angol Wikipédia-szócikk ezen változatának fordításán alapul.  Az eredeti cikk szerkesztőit annak laptörténete sorolja fel. Ez a jelzés csupán a megfogalmazás eredetét és a szerzői jogokat jelzi, nem szolgál a cikkben szereplő információk forrásmegjelöléseként.